# Abierto Zapopan
Abierto Zapopan, oficiálně Guadalajara 125 Open, je profesionální tenisový turnaj žen konaný v metropolitním okrese Guadalajara západomexického státu Jalisco. Založen byl v roce 2019 v rámci série WTA 125. V letech 2021–2022 se na okruhu WTA Tour řadil do kategorie WTA 250, než došlo k jeho obnovení v sezóně opět v rámci okruhu WTA 125. Probíhá na dvorcích Panamerického tenisového centra v Zapopanu.

## Historie
Turnaj byl založen v roce 2019 jako součást série WTA 125K, do níž se roku 2024 vrátil. V sezóně 2020 se nekonal kvůli pandemii covidu-19. V roce 2021 následovalo jeho povýšení do okruhu WTA Tour, kde se zařadil do kategorie WTA 250.
V kalendáři okruhu WTA Tour 2023 byl Abierto Zapopan nahrazen událostí Mérida Open v yuacatánské Méridě, do níž jej držitelé licence přemístili. Důvodem se stalo potvrzení konání Guadalajara Open z kategorie WTA 1000 i v roce 2023, turnaje rovněž probíhajícího v Panamerickém tenisovém centru.
Dějištěm se stal komplex Panamerického tenisového centra v Zapopanu, postavený v roce 2010 pro Panamerické hry 2011, s třinácti dvorci s tvrdým povrchem Solflex. Kapacita centrálního dvorce byla v roce 2021 navýšena z 2,7 na 7,3 tisíce diváků. Konaly se v něm také challenger Jalisco Open a daviscupové zápasy. Náklady na modernizaci komplexu pro konání turnaje Abierto Zapopan dosáhly částky přibližně šest milionů pesos. Do dvouhry nastupuje třicet dva singlistek a čtyřhry se účastní osm párů.

## Vývoj názvu
- 2019–2022: Abierto Akron Zapopan
- od 2024: Guadalajara 125 Open

## Přehled finále

### Dvouhra
| Rok  | vítězka                        | finalistka                     | výsledek                       | kategorie |
| ---- | ------------------------------ | ------------------------------ | ------------------------------ | --------- |
| 2019 | Veronika Kuděrmetovová         | Marie Bouzková                 | 6–2, 6–0                       | WTA 125   |
| 2020 | nehráno pro pandemii covidu-19 | nehráno pro pandemii covidu-19 | nehráno pro pandemii covidu-19 | WTA 125   |
| 2021 | Sara Sorribes Tormová          | Eugenie Bouchardová            | 6–2, 7–5                       | WTA 250   |
| 2022 | Sloane Stephensová             | Marie Bouzková                 | 7–5, 1–6, 6–2                  | WTA 250   |
| 2023 | nehráno                        | nehráno                        | nehráno                        | nehráno   |
| 2024 | Kamilla Rachimovová            | Tatjana Mariová                | 6–3, 6–7(5–7), 6–3             | WTA 125   |

### Čtyřhra
| Rok  | vítězky                                 | finalistky                                 | výsledek                       | kategorie |
| ---- | --------------------------------------- | ------------------------------------------ | ------------------------------ | --------- |
| 2019 | Maria Sanchezová Fanny Stollárová       | Cornelia Listerová Renata Voráčová         | 7–5, 6–1                       | WTA 125   |
| 2020 | nehráno pro pandemii covidu-19          | nehráno pro pandemii covidu-19             | nehráno pro pandemii covidu-19 | WTA 125   |
| 2021 | Ellen Perezová Astra Sharmaová          | Desirae Krawczyková Giuliana Olmosová      | 6–4, 6–4                       | WTA 250   |
| 2022 | Kaitlyn Christianová Lidzija Marozavová | Wang Sin-jü Ču Lin                         | 7–5, 6–3                       | WTA 250   |
| 2023 | nehráno                                 | nehráno                                    | nehráno                        | nehráno   |
| 2024 | Katarzyna Piterová Fanny Stollárová (2) | Angelica Moratelliová Sabrina Santamariová | 6–4, 7–5                       | WTA 125   |